# Centro Nacional de Processamento de Alto Desempenho no Nordeste
O Centro Nacional de Processamento de Alto Desempenho no Nordeste é composto pelos Centro de Processamento de Alto Desempenho no Ceará e Centro de Processamento de Alto Desempenho em Pernambuco, ou (CESUP/UFC) e (CESUP/UFPE). O CESUP/UFC é um dos nós do Sistema Nacional de Processamento de Alto Desempenho, instalado em Fortaleza, no campus da Universidade Federal do Ceará. Foi fundado em 1994 como um projeto do Governo do Ceará e atualmente está integrado a estrutura da UFC. O CESUP/UFPE é um dos nós do Sistema Nacional de Processamento de alto Desempenho, instalado em Recife no Núcleo de Tecnologia da Informação (NTI) vinculado à Universidade Federal de Pernambuco. Desde o final do século passado o mesmo passou por processo de expansão. 